# Schweizer Parlamentswahlen 1919/Resultate Nationalratswahlen
Die Nationalratswahlen der 25. Legislaturperiode fanden am 26. Oktober 1919 statt. Auf dieser Seite findet sich eine Übersicht über die Resultate in den Kantonen (Parteien, Stimmen, Wähleranteil, Sitze, Gewählte).